# Масерија Сан Пјетро (Авелино)
Масерија Сан Пјетро је насеље у Италији у округу Авелино, региону Кампанија.
Према процени из 2011. у насељу је живело 20 становника. Насеље се налази на надморској висини од 377 м.